# مقیاس سافیر–سیمپسون
| رده توفند | متر بر ثانیه | گره     | مایل بر ساعت | کیلومتر بر ساعت |
| --------- | ------------ | ------- | ------------ | --------------- |
| ۵         | ≥ ۷۰         | ≥ ۱۳۷   | ≥ ۱۵۷        | ≥ ۲۵۲           |
| ۴         | ۷۰–۵۷        | ۱۳۶–۱۱۳ | ۱۵۶–۱۳۰      | ۲۵۱–۲۰۹         |
| ۳         | ۵۸–۵۰        | ۱۱۲–۹۶  | ۱۲۹–۱۱۱      | ۲۰۸–۱۷۸         |
| ۲         | ۴۹–۴۳        | ۹۵–۸۳   | ۱۱۰–۹۶       | ۱۷۷–۱۵۴         |
| ۱         | ۴۲–۳۳        | ۶۴۸۲–۶۴ | ۹۵–۷۴        | ۱۵۳–۱۱۹         |
| TS        | ۳۲–۱۸        | ۶۳–۳۴   | ۷۳–۳۹        | ۱۱۸–۶۳          |
| TD        | ≤ ۱۷         | ≤ ۳۳    | ≤ ۳۸         | ≤ ۶۲            |

مقیاس سافیر سیمپسون (انگلیسی: Saffir–Simpson scale) مقیاسی برای دسته‌بندی توفندها به پنج گروه بر اساس سرعت باد آنهاست. برای اینکه یک توفند دسته‌بندی شود حداقل باید ۷۴ مایل بر ساعت (۳۳ متر بر ثانیه، ۶۴ گره یا ۱۱۹ کیلومتر بر ساعت) باشد تا در دسته ۱ قرار گیرد. قوی‌ترین دسته، دسته ۵ است که به بادهایی با سرعت بیش از ۱۵۶ مایل بر ساعت (۷۰ متر بر ثانیه، ۱۳۶ گره، ۲۵۱ کیلومتر بر ساعت) گفته می‌شود.
این دسته‌بندی معلوم می‌کند که اگر یک توفند به خشکی رسید چه مقدار خرابی به بار خواهد آورد.